# Conus atramentosus
Conus atramentosus é uma espécie de gastrópode do gênero Conus, pertencente à família Conidae.